# آلما (نبراسکا)
الما(به انگلیسی: Alma) شهری در ایالت نبراسکا کشور ایالات متحده آمریکا است که جمعیت آن در سرشماری سال ۲۰۱۰ میلادی، ۱٬۱۳۳ نفر بوده‌است.